# Huy Kanthoul
Huy Kanthoul (Nom Pen, 1 de febrero de 1909 - París, 13 de septiembre de 1991) fue un político camboyano, miembro del Partido Democrático y Primer ministro de Camboya entre 1951 y 1952. Llegó al poder luego de que su partido triunfara por amplia mayoría en las elecciones generales de 1951 y fue depuesto el 16 de junio de 1952 cuando el Rey Norodom Sihanouk ejecutó un golpe de Estado para llevar al opositor Partido Liberal al poder. A pesar de que el gobierno de los demócratas concluyó en 1955, el de Kanthoul fue el último donde se respetaron las libertades políticas, llegando con su fin el régimen del Sangkum. Tras su caída, Kanthoul se exilió de por vida en Francia, donde murió en 1991.

## Gobierno

### Crisis política
Tras la victoria electoral de los demócratas en 1951, el 12 de octubre, Kanthoul fue designado Primer ministro para el período 1951-1955. Su gobierno debió enfrentarse a la crisis constitucional por el enfrentamiento entre el parlamento (dominado por los demócratas, que apostaban por una democracia liberal) y la monarquía de Norodom Sihanouk, que intentaba ampliar su poder político. El 1 de junio de 1952, durante una sesión parlamentaria, Sihanouk destacó los riesgos de establecer un estado de partido único en Camboya, haciendo hincapié en el parecido de esto con un gobierno comunista, y haciendo obvia referencia al Partido Democrático, que hasta entonces había ganado todas las elecciones. Irónicamente, el posterior gobierno de Sihanouk se caracterizaría porque su partido, compitiendo en comicios nominalmente multipartidistas, jamás compartiría el parlamento con un solo diputado opositor.
El 7 de junio, la oposición, encabezada por el Partido Liberal, y desde las sombras por Sihanouk, comenzó a hacer circular panfletos por Nom Pen exigiendo la disolución del parlamento y el fin del gobierno demócrata. Otros partidos, como Victorioso Noroeste y Renovación Jemer, también apostaron por estas acciones inconstitucionales.

### Derrocamiento
El gobierno demócrata respondió a la desestabilización constante enviando policías a las casas de los líderes de los partidos más pequeños, entre ellos Sam Nhean, Lon Nol y Yem Sambaur, que fueron detenidos en cuestión de horas. Según Kanthoul, Sambaur habría participado en el ataque que costó la vida al ex Primer ministro Ieu Koeus. Una caja de granadas de mano fue descubierta en su residencia y tres ametralladoras fueron incautadas de la casa de Lon Nol. El 14 de junio, las autoridades coloniales francesas enviaron tropas para intervenir el país y "evitar disturbios". A Nom Pen llegó un batallón de infantería marroquí y una escuadra reforzada, destinada a permanecer en el país por diez días. La llegada de las tropas y el hecho de que un astrólogo le hubiera predicho a Sihanouk que los demócratas intentarían un golpe de Estado para expulsarlo del poder forzaron al Rey a tomar medidas. El apoyo francés a tal acción no fue una sorpresa, pero los demócratas se sorprendieron con lo que siguió. El domingo 15 de junio de 1952, las tropas marroquíes se desplegaron por toda la capital y Sihanouk anunció la disolución de la Asamblea Nacional, ejecutando un Autogolpe de Estado y deponiendo fácilmente a Kanthoul el 16 de junio.
Kanthoul huyó a Francia tras el golpe, y permaneció allí hasta su muerte a los ochenta años el 13 de septiembre de 1991.